# Anthony Gustav de Rothschild
Anthony Gustav de Rothschild (London, 26. lipnja 1887. – London, 5. veljače 1961.), britanski bankar iz britanskog ogranka Rothschildovih, bogate bankarske obitelji židovskog porijekla.
Rodio se kao najmlađi od trojice sinova u obitelji Leopolda de Rothschilda (1845. – 1917.) and Marie Perugia (1862. – 1937.). Studirao je povijest na koledžu Trinity u Cambridgeu, nakon čega se pridružio radu obiteljske banke N M Rothschild & Sons Ltd. Godine 1915. pridružio se snagama britanske vojske tijekom Prvog svjetskog rata (1914. – 1918.), zajedno s bratom Evelynom Achilleom, dok je najstariji brat Lionel Nathan ostao u vojnoj rezervi kod kuće i brinuo se za poslovanje obiteeljske banke. Bio je ranjen na Galipolje, ali je preživio, dok je njegov brat Evelyn Achille također bio ranjen u Palestini 1917. godine, ali je nakon kraćeg vremena umro od zadobivenih ozljeda.
Bio je partnet u obiteljskoj banci od 1917. do 1961. godine. Za vrijeme Drugog svjetskog rata (1939. – 1945.) Anthony osobno i obiteljska banka pomagali su židovske izbjeglice u Europi i brojne anglo-židovske organizacije. Godine 1918. postao je dugogodišnji predsjednik Židovske bolnice Dječjeg sirotišta te Slobodne židovske škole. Godine 1933. bio je osnivač Središnjeg britanskog fonda za pomoć i rehabilitaciju Židova,  na čelu kojeg je ostao do 1957. godine.

### Privatni život
Dana 10. lipnja 1926. godine oženio je Yvonne Cahen d'Anvers (1899. – 1977.), s kojom je imao troje djece:
- Renée Louise Marie (1927. – 2015.)
- Anne Sonja (1930. – 1971.)
- Evelyn Robert Adrian (r. 1931.)

Bio je zagriženi jahač konja, a bavio se i sakupljanjem kineskog porculana i uzgajanjem trkaćih konja za sportska natjecanja.